# Billboard Japan Download Songs
Billboard Japan Download Songs（ビルボード・ジャパン・ダウンロード・ソングス）は、Billboard JAPANによって発表されている日本の音楽チャート。国内の主要な音楽ダウンロードサービスでの販売実績を集計して作成される、ダウンロードチャートである。

## チャートの構成
Billboard Japanはチャートを開始する2008年当初からダウンロード売上を取り入れる予定ではあったが、売上調査に必要な許諾を得られず一度は断念した経緯がある。しかしアメリカのニールセン（現：Luminate）から日本国内でのiTunesの販売実績を基に類推した売上を用い2011年度からHot 100の要素となった。また2016年2月10日発表の週間チャートからGfK Japan（現：GfK/NIQ Japan）提供による複数業者の販売実績も用いられるようになっている。なおiTunesでの類推売上については、ダウンロード販売業者に対し売上の公表を許諾していないレーベルの楽曲売上を補完するための措置として引き続き使用されており、これにより販売実績を把握する網羅性を高めている。
現在はGfK/NIQ Japanが提供する国内主要音楽ダウンロードサイトiTunes、amazon、mora、mu-mo、レコチョクの販売実績、およびLuminateが提供するその他音楽レーベルのiTunesの販売実績による推計値を集計して作成される。売上として発表されるのはGfK/NIQ Japan集計分、もしくはiTunesの販売実績から類推した売上のいずれかであり、両方の集計が合算されて用いられてはいない。なお、毎週金曜日（祝休日の場合は休止する場合もある）に発表される中間速報では月曜日から水曜日までのGfK/NIQ Japan集計分の売上が対象となっている。
シングルCDでリリースされたパッケージをバンドル（全曲一括）ダウンロードした際の売上は表題曲、もしくはリードナンバーの単曲ダウンロード売上に合算される（収録曲全ての売上としては加算されない）。また2020年3月11日発表の週間チャート以降では、配信のみでリリースされたシングルパッケージについても、同様の措置が取られるようになった。

## 歴史
2017年10月、ダウンロード・アルバム・チャートDownload Albumsとストリーミング・ソング・チャートStreaming Songsと共に新設された。最初に首位を獲得したのは、2017年10月9日付けの安室奈美恵の「Hero」だった。安室は同年9月に引退宣言を行ったことをきっかけに作品のセールスが伸び、チャートの1週目に「Love Story」（7位）、「CAN YOU CELEBRATE?」（12位）、「Don't wanna cry」（18位）とトップ20に4曲、トップ100に計13曲を送り込んだ。
ただ日本では2008年をピークにダウンロード売上は減少に転じており、チャート要素の増大も伴いHot 100に対する影響力は年々減少している。

## 首位獲得作品

### 週間
- 2017年
- 2018年
- 2019年
- 2020年
- 2021年
- 2022年
- 2023年
- 2024年
- 2025年

### 年間
| 年     | 曲                       | アーティスト | 出典   |
| ------ | ------------------------ | ------------ | ------ |
| 2017年 | 「恋」                   | 星野源       | [ 5 ]  |
| 2018年 | 「Lemon」                | 米津玄師     | [ 6 ]  |
| 2019年 | 「Lemon」                | 米津玄師     | [ 7 ]  |
| 2020年 | 「紅蓮華」               | LiSA         | [ 8 ]  |
| 2021年 | 「ドライフラワー」       | 優里         | [ 9 ]  |
| 2022年 | 「残響散歌」             | Aimer        | [ 10 ] |
| 2023年 | 「アイドル」             | YOASOBI      | [ 11 ] |
| 2024年 | 「Bling-Bang-Bang-Born」 | Creepy Nuts  | [ 12 ] |

## 記録
| 週 | 曲            | アーティスト     | 年              | 出典   |
| -- | ------------- | ---------------- | --------------- | ------ |
| 13 | 「炎」        | LiSA             | 2020年 - 2021年 | [ 13 ] |
| 10 | 「Lemon」     | 米津玄師         | 2018年          | [ 14 ] |
| 8  | 「馬と鹿」    | 米津玄師         | 2019年          | [ 15 ] |
| 6  | 「新時代」    | Ado              | 2022年          | [ 16 ] |
| 5  | 「I LOVE...」 | Official髭男dism | 2020年          | [ 17 ] |
| 5  | 「Subtitle」  | Official髭男dism | 2022年          | [ 18 ] |
| 5  | 「アイドル」  | YOASOBI          | 2023年          | [ 19 ] |

| 週 | 曲            | アーティスト     | 年              | 出典   |
| -- | ------------- | ---------------- | --------------- | ------ |
| 26 | 「Lemon」     | 米津玄師         | 2018年 - 2019年 | [ 20 ] |
| 13 | 「炎」        | LiSA             | 2020年 - 2021年 | [ 13 ] |
| 11 | 「馬と鹿」    | 米津玄師         | 2019年          | [ 21 ] |
| 10 | 「アイドル」  | YOASOBI          | 2023年          | [ 22 ] |
| 8  | 「Subtitle」  | Official髭男dism | 2022年          | [ 18 ] |
| 7  | 「I LOVE...」 | Official髭男dism | 2020年          | [ 17 ] |
| 7  | 「残響散歌」  | Aimer            | 2021年 - 2022年 | [ 23 ] |
| 7  | 「新時代」    | Ado              | 2022年          | [ 16 ] |